# Ischyromene mortenseni
Ischyromene mortenseni är en kräftdjursart som först beskrevs av Hurley och Jansen, och fick sitt nu gällande namn av  1977. Ischyromene mortenseni ingår i släktet Ischyromene och familjen klotkräftor.
Artens utbredningsområde är havet kring Nya Zeeland. Inga underarter finns listade i Catalogue of Life.